# Grand Prix automobile d'Argentine 1960
GP précédent GP suivant
Le Grand Prix d'Argentine 1960 (VII° Gran Premio de la Republica Argentina), disputé sur le circuit Oscar Alfredo Galvez le 7 février 1960, est la quatre-vingt-cinquième épreuve du championnat du monde de Formule 1 courue depuis 1950 et la première manche du championnat 1960.

## Contexte avant la course

### Le championnat du monde
La saison 1960 de Formule 1 est la dernière courue sous la réglementation à moteur 2500 cm3 atmosphérique ou 750 cm3 suralimenté, en vigueur depuis 1954. Le calendrier du championnat du monde s'est légèrement étoffé par rapport à l'année précédente, avec le retour des Grands Prix d'Argentine et de Belgique dix épreuves sont au programme, dont les 500 miles d'Indianapolis, manche spécifique disputée sous la réglementation Indycar.
Avant même la première épreuve une polémique oppose les constructeurs britanniques à la Commission Sportive Internationale, cette dernière ayant annoncé que l’actuelle Formule 2 (1500 cm3) deviendrait la future Formule 1, donnant un avantage certain à Ferrari et Porsche qui disposent de moteurs 1500 cm3 très performants et dominent alors cette catégorie.
Candidat désigné à la succession du quintuple champion du monde Juan Manuel Fangio, qui a mis fin à sa carrière deux ans auparavant, Stirling Moss a depuis joué de malchance et perdu sur le fil la couronne mondiale en 1958 face au regretté Mike Hawthorn et en 1959 face à l'Australien Jack Brabham, premier pilote titré sur une monoplace à moteur central arrière, la petite Cooper-Coventry Climax. Brabham et sa Cooper seront de nouveau les principaux protagonistes de la saison 1960, ainsi que Moss qui dispose d'un modèle identique au sein d'une structure privée. À l'exception d'Aston Martin, les autres constructeurs britanniques vont, à l'instar de Cooper, adopter la technique du moteur central arrière, tout comme Ferrari dont la nouvelle monoplace est à l'étude.

### Le circuit

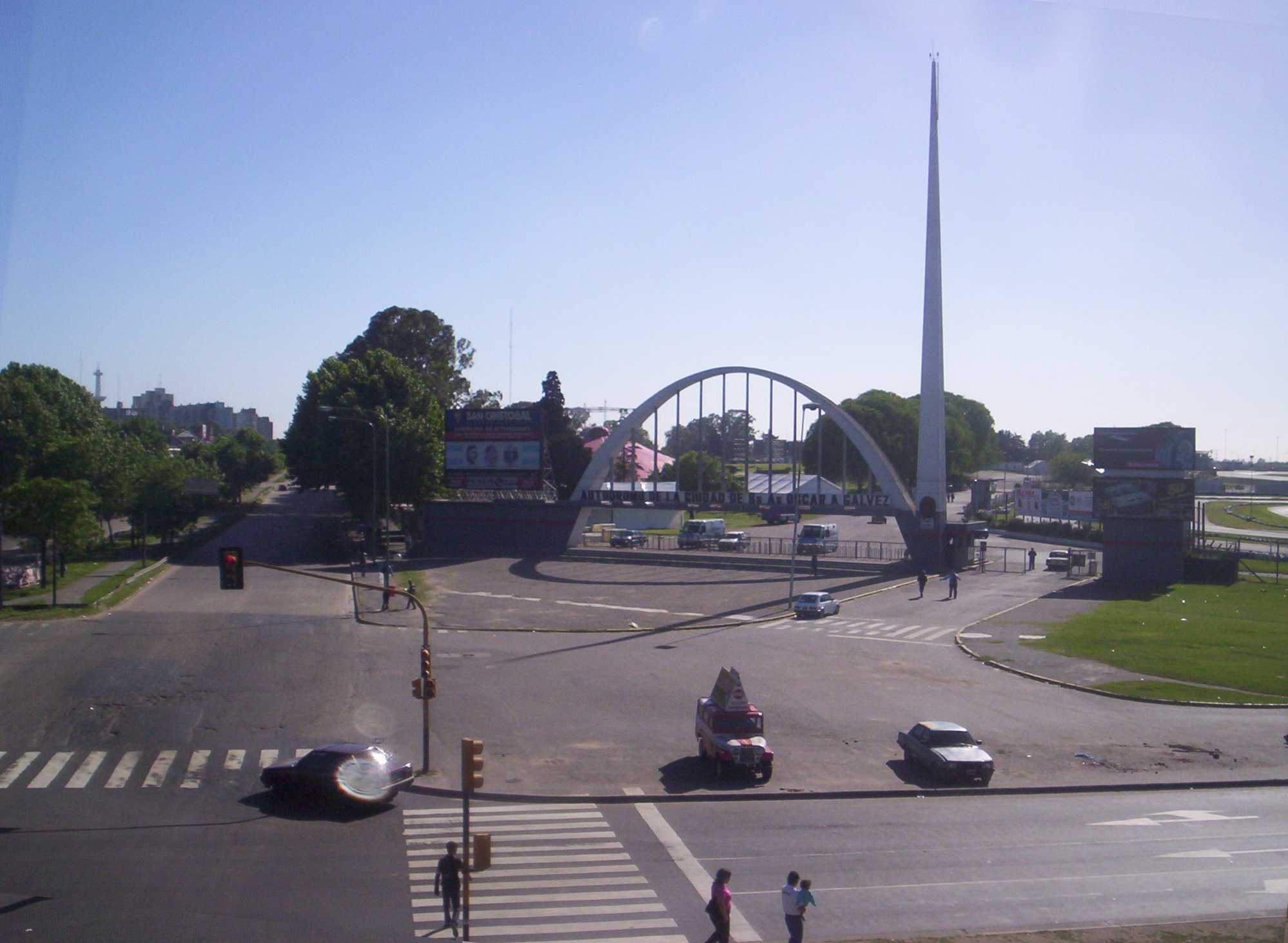
L'autodrome du 17 octobre fut inauguré en 1952.

L'Autodrome du 17 octobre, situé dans la banlieue est de Buenos Aires, fut inauguré en 1952 à l'occasion d'une course de formule libre remportée par la Ferrari de Juan Manuel Fangio. Ce circuit aux installations très modernes offre une multitude de configurations. C'est le très sinueux tracé numéro 2, développant près de quatre kilomètres, qui est utilisé pour le Grand Prix d'Argentine, tandis que les épreuves d'endurance sont généralement organisées sur le grand circuit de dix kilomètres. S'étant imposé à quatre reprises dans son épreuve nationale entre 1954 et 1957, Fangio y détient le record de victoires ; il est également détenteur du record officiel du circuit numéro 2, ayant accompli un tour à 138,3 km/h de moyenne au volant de sa Maserati lors du Grand Prix d'Argentine 1958, au cours duquel Stirling Moss fit triompher la Cooper à moteur central arrière, une première en championnat du monde.

## Monoplaces en lice
- Cooper T51 "Usine"

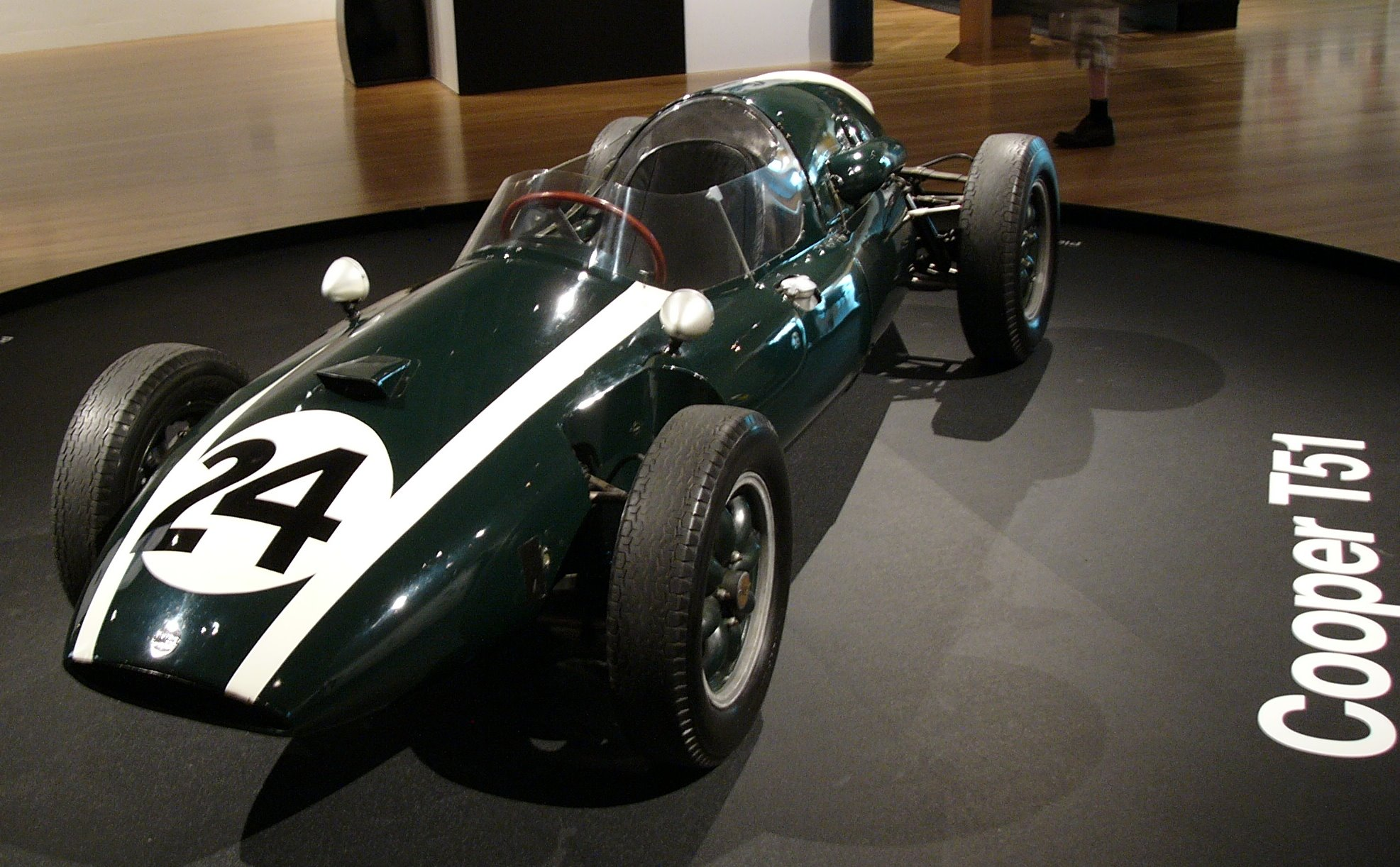
Les Cooper T51 ont dominé la saison 1959.

L'intersaison n'ayant duré que six semaines, la plupart des constructeurs utilisent encore leurs modèles de l'année passée. L'équipe de John Cooper est inchangée depuis le dernier Grand Prix des États-Unis, Jack Brabham et Bruce McLaren disposant de leurs T51 habituelles. Ces agiles monoplaces de 485 kg sont dotées d'un moteur 4 cylindres Coventry Climax FPF monté en position centrale arrière, d'une puissance de 239 chevaux à 6 750 tr/min. La transmission fait appel à une boîte de vitesses d'origine Citroën, à quatre rapports. Malgré un léger handicap en vitesse de pointe face aux Ferrari, les Cooper sont largement favorites sur un circuit sinueux tel que celui de Buenos Aires. 
- Cooper T51 "Rob Walker Racing Team"

Tout comme l'équipe officielle, Rob Walker aligne deux Cooper T51 à moteur Climax. Ses monoplaces s'avèrent toutefois légèrement plus performantes que celles de l'usine, grâce à l'utilisation d'une boîte cinq vitesses réalisée par Colotti. Elles sont confiées à Maurice Trintignant et Stirling Moss, ce dernier bénéficiant en outre d'une nouvelle suspension arrière à ressorts hélicoïdaux.
- Cooper T51 privées

La Scuderia Centro Sud a engagé deux T51 pour les pilotes argentins Roberto Bonomi et Carlos Menditéguy. Équipées d'un moteur quatre cylindres Maserati de 240 chevaux, ces modèles s'avèrent moins efficaces que les versions Climax. Harry Schell pilote quant à lui sa T51 personnelle, à moteur Climax, au sein de sa propre structure, l'Écurie Bleue.
- Ferrari Dino 246 "Usine"

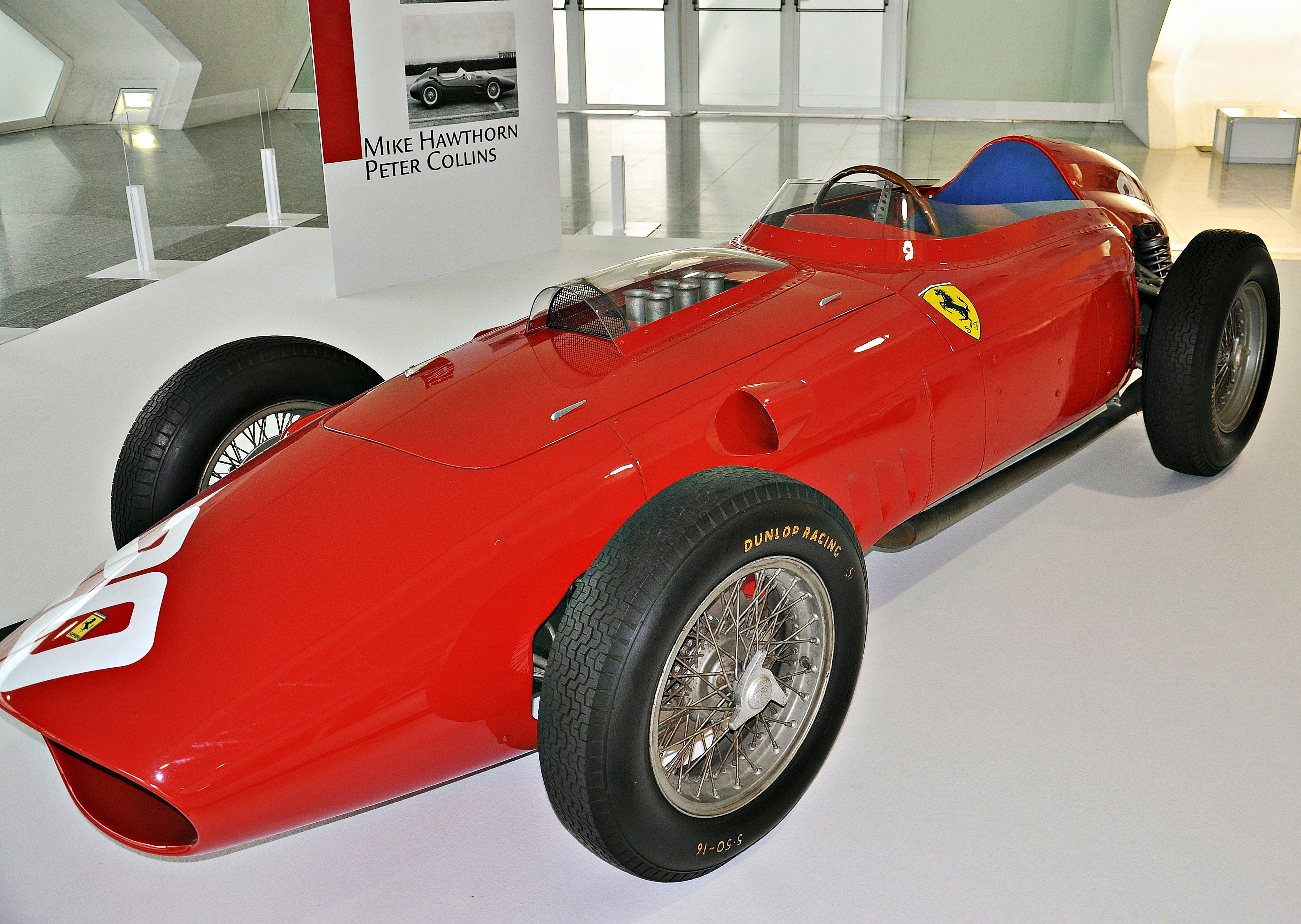
La Ferrari Dino 246, la plus puissante de toutes les F1 engagées.

La Scuderia Ferrari a lancé son projet de monoplace à moteur arrière, mais doit cependant se résoudre à effectuer l'ensemble de la saison avec son modèle Dino 246 à moteur avant, lancé deux ans auparavant. Pour 1960, trois châssis ont été modifiés, une suspension arrière à roues indépendantes et ressorts hélicoïdaux remplaçant le traditionnel pont De Dion, tandis que les réservoirs de carburant ont été transférés dans les flancs de la carrosserie. Ces voitures pèsent environ 600 kg. Si les modèles dévolus à Wolfgang von Trips et Cliff Allison disposent de l'habituel V6 de 2474 cm3 à double arbre à cames en tête, double allumage, alimenté par trois carburateurs double corps, délivrant près de 300 chevaux à 9000 tr/min, Phil Hill a quant à lui préféré le montage sur sa monoplace d'une moteur à simple arbre à cames en tête, moins puissant (environ 250 chevaux) mais plus souple d'utilisation. La Scuderia avait inscrit deux autres voitures pour Olivier Gendebien et José Froilán González, mais n'a finalement amené qu'une monoplace supplémentaire, une Dino 246 de la saison dernière (avec pont De Dion et réservoir à l'arrière) pour l'Argentin.
- BRM P25 "Usine"

Parachevant la mise au point de sa nouvelle P48 à moteur central, brièvement apparue lors des essais du Grand Prix d'Italie la saison passée, l'équipe de Bourne n'a préparé que deux anciennes P25 pour les épreuves sud-américaines. Entre les deux nouvelles recrues de la marque, le tirage au sort a désigné Graham Hill pour épauler Joakim Bonnier au Grand Prix d'Argentine, et Dan Gurney pilotera cette seconde voiture au Grand Prix de Buenos Aires, hors championnat, une semaine plus tard. Apparue en 1955, la P25, dont le moteur quatre cylindres est disposé à l'avant, est à bout de développement, mais reste toutefois très compétitive grâce à un comportement équilibré et un excellent rapport poids/puissance (550 kg à vide pour 270 chevaux).
- Lotus 16 & Lotus 18 "Usine"

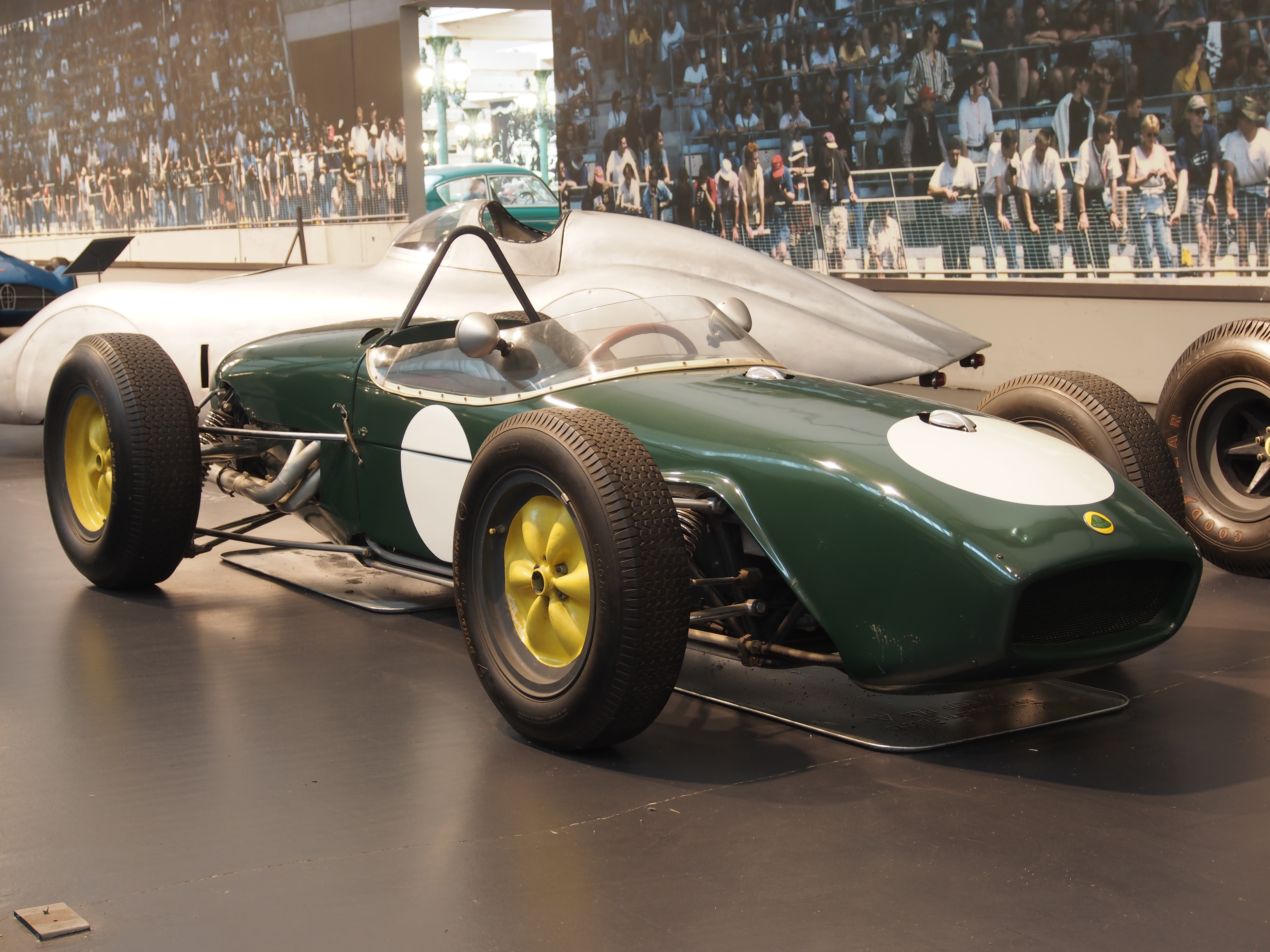
La Lotus 18, première monoplace à moteur central arrière de la marque.

Tout d'abord opposé au concept du moteur central arrière, Colin Chapman a, devant les succès répétés des Cooper, rapidement revu ses positions et élaboré en quelques mois la Lotus 18, conçue à la fois pour la Formule 1, la Formule 2 et la Formule junior. Grâce à un châssis ultra léger, la voiture équipée du même moteur Climax FPF (239 chevaux) que les Cooper, ne pèse que 390 kg à vide (440 kg en ordre de marche). Avec une hauteur hors tout de seulement 67 centimètres, c'est la plus basse des F1 jamais construites, le pilote conduisant dans une position très allongée, avec le réservoir principal au dessus des jambes. La boîte de vitesses séquentielle, à cinq rapports, est également conçue par Chapman. Innes Ireland dispose du premier exemplaire réalisé, tandis qu'Alan Stacey et le pilote argentin Alberto Rodriguez Larreta piloteront des Type 16 (450 kg, moteur Climax FPF placé à l'avant) de la saison passée.
- Maserati 250F

Apparue en 1954, la Maserati 250F (moteur six cylindres en ligne, 270 chevaux) reste très appréciée des pilotes amateurs. Giorgio Scarlatti, Nasif Estefano, Antonio Creus, Gino Munaron et Ettore Chimeri vont participer à l'épreuve sur leurs monoplaces personnelles.
- Porsche Behra

Fondateur de l'Écurie Camoradi, l'Américain Lucky Casner a racheté la Porsche F2 que Jean Behra (décédé tragiquement en août 1959) avait développée avec Colotti la saison précédente. Elle est pilotée par Masten Gregory, également pilote de cette équipe dans les courses d'endurance. Cette monoplace de 460 kg est équipée d'un moteur à quatre cylindres à plat, monté en porte-à-faux arrière. La distribution est assurée par quatre arbres à cames en tête et l'allumage est double. La boîte de vitesses est à cinq rapports. La puissance disponible est de 165 chevaux à 7500 tr/min.
- Scarab

Jusqu'alors spécialisé dans les courses d'endurance américaine, le jeune pilote constructeur Lance Reventlow s'est investi dans un projet de formule 1 pour la saison 1960. Une Scarab F1 a donc été engagée au Grand Prix d'Argentine pour Chuck Daigh, mais la construction a pris du retard et l'équipe a dû déclarer forfait.

## Coureurs inscrits
| no | Pilote                    | Écurie                    | Constructeur | Modèle             | Moteur             | Pneumatiques |
| -- | ------------------------- | ------------------------- | ------------ | ------------------ | ------------------ | ------------ |
| 2  | Masten Gregory            | Camoradi International    | Porsche      | Porsche Behra (F2) | Porsche F4         | D            |
| 4  | Roberto Bonomi            | Scuderia Centro Sud       | Cooper       | Cooper T51         | Maserati L4        | D            |
| 6  | Carlos Menditéguy         | Scuderia Centro Sud       | Cooper       | Cooper T51         | Maserati L4        | D            |
| 8  | Giorgio Scarlatti         | Privé                     | Maserati     | Maserati 250F      | Maserati L6        | D            |
| 10 | Nasif Estefano            | Privé                     | Maserati     | Maserati 250F      | Maserati L6        | D            |
| 12 | Antonio Creus             | Privé                     | Maserati     | Maserati 250F      | Maserati L6        | D            |
| 14 | Gino Munaron              | Privé                     | Maserati     | Maserati 250F      | Maserati L6        | D            |
| 16 | Bruce McLaren             | Cooper Car Company        | Cooper       | Cooper T51         | Coventry Climax L4 | D            |
| 18 | Jack Brabham              | Cooper Car Company        | Cooper       | Cooper T51         | Coventry Climax L4 | D            |
| 20 | Innes Ireland             | Team Lotus                | Lotus        | Lotus 18           | Coventry Climax L4 | D            |
| 22 | Alan Stacey               | Team Lotus                | Lotus        | Lotus 16           | Coventry Climax L4 | D            |
| 24 | Cliff Allison             | Scuderia Ferrari          | Ferrari      | Ferrari Dino 246   | Ferrari V6         | D            |
| 26 | Phil Hill                 | Scuderia Ferrari          | Ferrari      | Ferrari Dino 246   | Ferrari V6         | D            |
| 28 | Olivier Gendebien         | Scuderia Ferrari          | Ferrari      | Ferrari Dino 246   | Ferrari V6         | D            |
| 30 | Wolfgang von Trips        | Scuderia Ferrari          | Ferrari      | Ferrari Dino 246   | Ferrari V6         | D            |
| 32 | José Froilán González     | Scuderia Ferrari          | Ferrari      | Ferrari Dino 246   | Ferrari V6         | D            |
| 34 | Harry Schell              | Écurie Bleue              | Cooper       | Cooper T51         | Coventry Climax L4 | D            |
| 36 | Stirling Moss             | Rob Walker Racing Team    | Cooper       | Cooper T51         | Coventry Climax L4 | D            |
| 38 | Maurice Trintignant       | Rob Walker Racing Team    | Cooper       | Cooper T51         | Coventry Climax L4 | D            |
| 40 | Joakim Bonnier            | Owen Racing Organisation  | BRM          | BRM P25            | BRM L4             | D            |
| 42 | Graham Hill               | Owen Racing Organisation  | BRM          | BRM P25            | BRM L4             | D            |
| 44 | Ettore Chimeri            | Privé                     | Maserati     | Maserati 250F      | Maserati L6        | D            |
| 46 | Alberto Rodriguez Larreta | Team Lotus                | Lotus        | Lotus 16           | Coventry Climax L4 | D            |
| 48 | Chuck Daigh               | Reventlow Automobiles Inc | Scarab       | Scarab F1          | Scarab L4          | D            |

## Qualifications
Les essais qualificatifs se déroulent les mercredi, jeudi et vendredi précédant la course. Bien qu'à peine terminée (elle fut expédiée d'Angleterre par avion en pièces détachées et assemblée dans le paddock du circuit !), la nouvelle Lotus à moteur central arrière s'avère d'emblée très compétitive aux mains d'Innes Ireland. Le pilote écossais va durant deux jours figurer en haut du tableau avant que Stirling Moss, au volant de sa Cooper, ne sorte le grand jeu lors de la dernière journée, terminant la séance avec un tour à plus de 145 km/h de moyenne, reléguant la Lotus à plus d'une seconde et demie. Pour sa première sortie au sein de l'équipe BRM, Graham Hill a réalisé la troisième meilleure performance, à égalité avec son coéquipier Joakim Bonnier qui complète la première ligne.
Le bateau amenant les deux Cooper de Jack Brabham et Bruce McLaren ainsi que les deux Lotus 16 d'Alan Stacey et Alberto Rodriguez Larreta ayant été retardé, ces voitures ne sont arrivées que le samedi. Exceptionnellement, les organisateurs ont ajouté une séance de quarante-cinq minutes en cette veille de course afin de permettre aux quatre pilotes d'effectuer quelques tours et de se qualifier, mais dans ces conditions aucun d'entre eux n'a pu réaliser de performance probante, et Brabham, champion du monde en titre, se trouve ainsi relégué à la dixième place à près de quatre secondes de Moss.

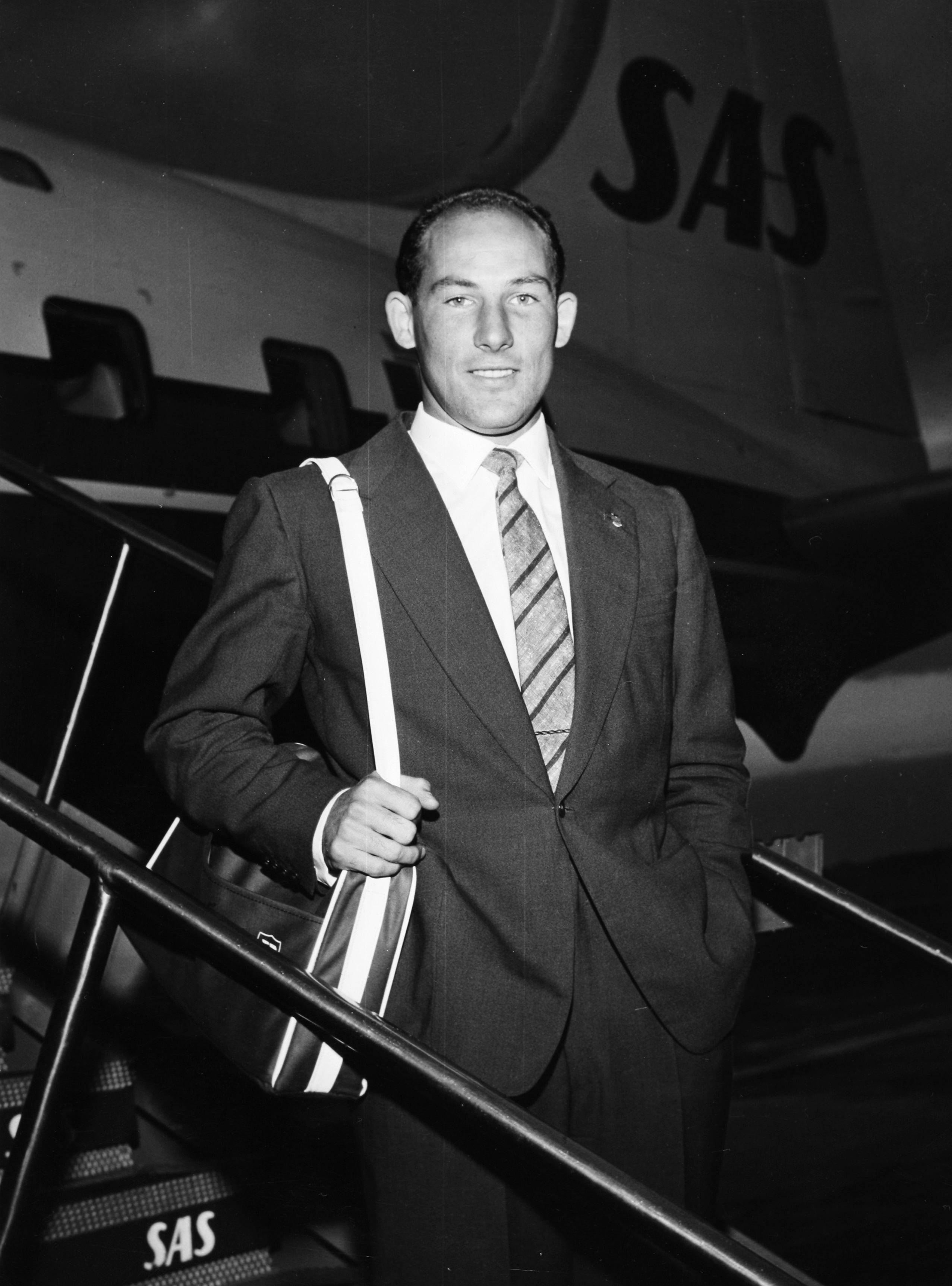
Stirling Moss, encore une fois le plus rapide des essais qualificatifs.

| Pos. | Pilote                    | Écurie          | Temps        | Écart    |
| ---- | ------------------------- | --------------- | ------------ | -------- |
| 1    | Stirling Moss             | Cooper-Climax   | 1 min 36 s 9 |          |
| 2    | Innes Ireland             | Lotus-Climax    | 1 min 38 s 5 | + 1 s 6  |
| 3    | Graham Hill               | BRM             | 1 min 38 s 9 | + 2 s 0  |
| 4    | Joakim Bonnier            | BRM             | 1 min 38 s 9 | + 2 s 0  |
| 5    | Wolfgang von Trips        | Ferrari         | 1 min 39 s 3 | + 2 s 4  |
| 6    | Phil Hill                 | Ferrari         | 1 min 39 s 5 | + 2 s 6  |
| 7    | Cliff Allison             | Ferrari         | 1 min 39 s 7 | + 2 s 8  |
| 8    | Maurice Trintignant       | Cooper-Climax   | 1 min 39 s 9 | + 3 s 0  |
| 9    | Harry Schell              | Cooper-Climax   | 1 min 40 s 3 | + 3 s 4  |
| 10   | Jack Brabham              | Cooper-Climax   | 1 min 40 s 6 | + 3 s 7  |
| 11   | José Froilán González     | Ferrari         | 1 min 41 s 0 | + 4 s 1  |
| 12   | Carlos Menditéguy         | Cooper-Maserati | 1 min 41 s 8 | + 4 s 9  |
| 13   | Bruce McLaren             | Cooper-Climax   | 1 min 42 s 0 | + 2 s 3  |
| 14   | Alan Stacey               | Lotus-Climax    | 1 min 43 s 6 | + 3 s 9  |
| 15   | Alberto Rodriguez Larreta | Lotus-Climax    | 1 min 45 s 0 | + 8 s 1  |
| 16   | Masten Gregory            | Porsche (F2)    | 1 min 45 s 5 | + 8 s 6  |
| 17   | Roberto Bonomi            | Cooper-Maserati | 1 min 46 s 1 | + 9 s 2  |
| 18   | Giorgio Scarlatti         | Maserati 250F   | 1 min 46 s 1 | + 9 s 2  |
| 19   | Gino Munaron              | Maserati 250F   | 1 min 49 s 0 | + 12 s 1 |
| 20   | Nasif Estéfano            | Maserati 250F   | 1 min 50 s 1 | + 13 s 2 |
| 21   | Ettore Chimeri            | Maserati 250F   | 1 min 50 s 5 | + 13 s 6 |
| 22   | Antonio Creus             | Maserati 250F   | 1 min 52 s 8 | + 15 s 9 |

## Grille de départ du Grand Prix

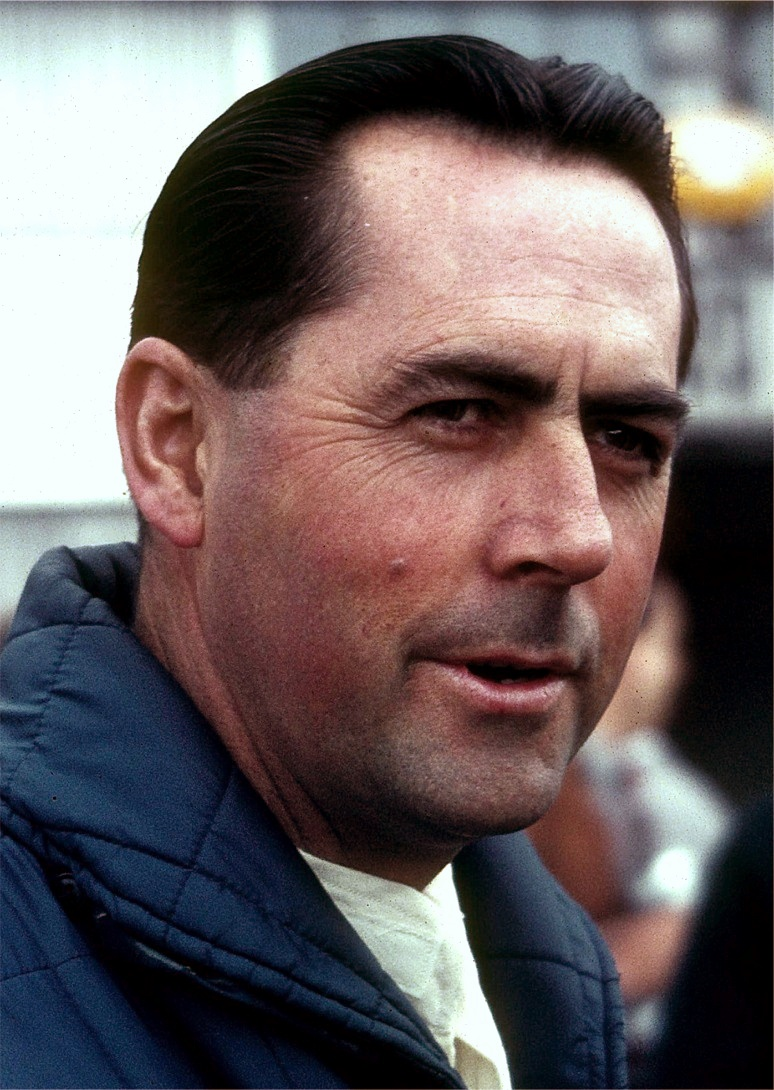
Sans volant durant les trois premières journées d'essais, Jack Brabham n'a pu faire honneur à son titre lors des qualifications et ne partira que de la troisième ligne.

| 1re ligne | Pos. 4                          |                               | Pos. 3                      |                                | Pos. 2                          |                                | Pos. 1                          |
|           | Bonnier BRM 1 min 38 s 9        |                               | G. Hill BRM 1 min 38 s 9    |                                | Ireland Lotus 1 min 38 s 5      |                                | Moss Cooper 1 min 36 s 9        |
| 2e ligne  |                                 | Pos. 7                        |                             | Pos. 6                         |                                 | Pos. 5                         |                                 |
|           |                                 | Allison Ferrari 1 min 39 s 7  |                             | P. Hill Ferrari 1 min 39 s 3   |                                 | Trips Ferrari 1 min 39 s 2     |                                 |
| 3e ligne  | Pos. 11                         |                               | Pos. 10                     |                                | Pos. 9                          |                                | Pos. 8                          |
|           | González Ferrari 1 min 41 s 0   |                               | Brabham Cooper 1 min 40 s 6 |                                | Schell Cooper 1 min 40 s 3      |                                | Trintignant Cooper 1 min 39 s 9 |
| 4e ligne  |                                 | Pos. 14                       |                             | Pos. 13                        |                                 | Pos. 12                        |                                 |
|           |                                 | Stacey Lotus 1 min 43 s 6     |                             | McLaren Cooper 1 min 41 s 8    |                                 | Menditéguy Cooper 1 min 41 s 8 |                                 |
| 5e ligne  | Pos. 18                         |                               | Pos. 17                     |                                | Pos. 16                         |                                | Pos. 15                         |
|           | Scarlatti Maserati 1 min 46 s 1 |                               | Bonomi Cooper 1 min 46 s 1  |                                | Gregory Porsche F2 1 min 45 s 5 |                                | Larreta Lotus 1 min 45 s 0      |
| 6e ligne  |                                 | Pos. 21                       |                             | Pos. 20                        |                                 | Pos. 19                        |                                 |
|           |                                 | Chimeri Maserati 1 min 50 s 5 |                             | Estefano Maserati 1 min 50 s 1 |                                 | Munaron Maserati 1 min 49 s 0  |                                 |
| 7e ligne  |                                 |                               |                             | Pos. 22                        |                                 |                                |                                 |
|           |                                 |                               |                             | Creus Maserati 1 min 52 s 8    |                                 |                                |                                 |

## Déroulement de la course
La chaleur est étouffante le jour de la course, à laquelle plus de cent mille spectateurs sont venus assister. Le départ est donné à 16h30 et, au baisser du drapeau, Innes Ireland exploite au mieux la légèreté de la nouvelle Lotus pour se placer en tête. Il aborde le premier virage devant les BRM de Joakim Bonnier et Graham Hill, tandis que Stirling Moss, qui a quelque peu manqué son envol, a perdu le bénéfice de sa pole position et navigue aux environs de la dixième place. À la fin du premier tour, Ireland mène toujours devant les deux BRM. Phil Hill (Ferrari) est dans leur sillage, précédant la Cooper de Jack Brabham et la Ferrari de José Froilán González, tous deux très bien partis depuis la troisième ligne de la grille. Moss, qui a déjà regagné quelques places, est huitième dans les roues de la Cooper de Carlos Menditéguy. La démonstration d'Ireland tourne court lorsque le pilote écossais, alors qu'il achève son second tour, dérape sur une flaque d'huile et effectue un tête-à-queue ; il parvient à reprendre la course, mais a chuté en sixième position derrière Bonnier, Graham Hill, Phil Hill, Moss (qui remonte très fort) et Brabham, gêné par des problèmes de boîte de vitesses.
Moss est le plus rapide en piste et dépasse facilement Phil Hill. Il se trouve alors à quelques secondes des deux BRM de tête, qui roulent de concert, mais l'écart fond très vite. À la fin du neuvième tour, la jonction est faite, et au passage suivant Moss est devant Graham Hill. C’est maintenant un duel pour la première entre Bonnier et Moss ; le pilote suédois parvient à résister aux assauts du Britannique durant cinq tours, avant que ce dernier ne trouve l'ouverture et s'empare du commandement. Bonnier reste toutefois dans le sillage de la Cooper, aucun des deux pilotes ne parvenant à faire la différence. Malgré des conditions de course très éprouvantes, le rythme des hommes de tête reste très soutenu, alors qu'en queue de peloton quelques pilotes, victimes d'un début d'insolation, s'apprêtent à renoncer.
Au quart de la course, Moss et Bonnier sont toujours roues dans roues, tandis qu'Ireland est remonté en troisième position devant Graham Hill. Toujours handicapé par ses problèmes de boîte, Brabham, cinquième, a perdu du terrain. Bonnier parvient à porter une attaque sur Moss et reprend la tête, Moss se collant dans son sillage. Durant quinze tours, les positions restent figées, les deux hommes creusant une avance considérable sur leurs poursuivants, toujours emmenés par Ireland et Graham Hill. Cependant, peu avant la mi-course, Moss accélère encore et redouble Bonnier, établissant au passage le record du tour à plus de 142 km/h de moyenne. Il parvient cette fois à creuser un petit écart sur son adversaire. Cependant, au quarante-et-unième tour Moss ralentit soudainement et rejoint son stand pour y abandonner, la suspension arrière de sa Cooper ayant cédé. Bonnier retrouve la première place, avec une marge très confortable sur Ireland. L'inquiétude est toutefois de mise au sein de l'équipe BRM, Graham Hill venant de renoncer à cause d'un moteur surchauffé. Brabham occupe désormais la troisième place devant son coéquipier Bruce McLaren, mais le champion du monde est toujours en proie à ses problèmes de boîte de vitesses et va abandonner deux tours plus tard, transmission hors d'usage. Très régulier depuis le départ, McLaren accède ainsi à la troisième place, devant la Ferrari de Cliff Allison, très loin toutefois des voitures de tête.

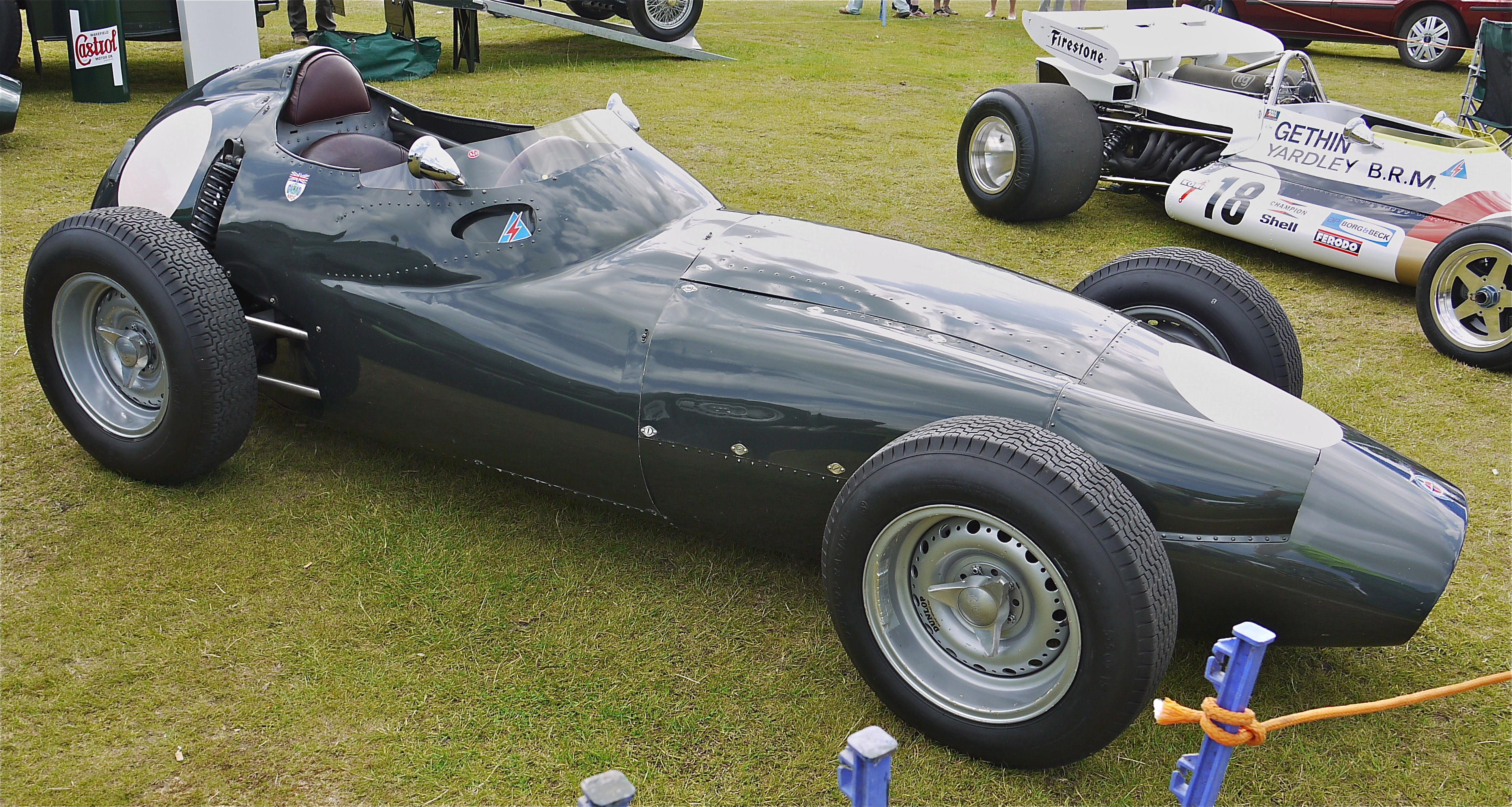
Le bris d'un ressort de soupape sur la voiture de Bonnier a privé la BRM P25 d'un second succès en championnat du monde.

Fort de son importante avance, Bonnier a adopté un rythme moins soutenu, ménageant sa mécanique. Aux trois quarts de la distance, il est toujours hors de portée d'Ireland, lui-même confortable second. Mais alors que la cause semble entendue, la fin de course va apporter son lot de bouleversements. C'est tout d'abord Ireland qui effectue un passage à son stand pour remédier à un problème de mauvais contact. Il en repart en quatrième position derrière McLaren et Menditéguy. Quelques instants plus tard, c'est la Cooper de Maurice Trintignant qui regagne le stand de l'équipe de Rob Walker, le pilote français, totalement abattu par la chaleur, préférant se faire remplacer par son coéquipier Stirling Moss, qui reprend la course en sixième position. Encore trois tours et c'est cette fois Bonnier qui rentre stand, à cause d'un problème de distribution : un ressort de soupape a cassé et le pilote suédois ne peut que tenter de terminer la course à allure réduite, alors que la victoire lui semblait acquise. C'est désormais McLaren qui a pris la tête ; Bonnier est encore second mais, tournant au ralenti, va successivement se faire dépasser par Allison et Menditéguy. Handicapé par des problèmes de boîte de vitesses, Ireland ne peut profiter de la situation et perd également des places. Sur la voiture de Trintignant, Moss est à nouveau le plus rapide en piste et, à huit tours de la fin, le champion britannique est revenu en troisième position. Il reste cependant trop peu de temps pour lui permettre de rattraper Allison, qui parvient à préserver sa seconde place derrière McLaren, vainqueur inespéré de cette course à rebondissements.

### Classements intermédiaires
Classements intermédiaires des monoplaces aux premier, troisième, cinquième, dixième, quinzième, vingtième, trentième, quarantième, cinquantième, soixantième et soixante-dixième tours.

### Classement de la course

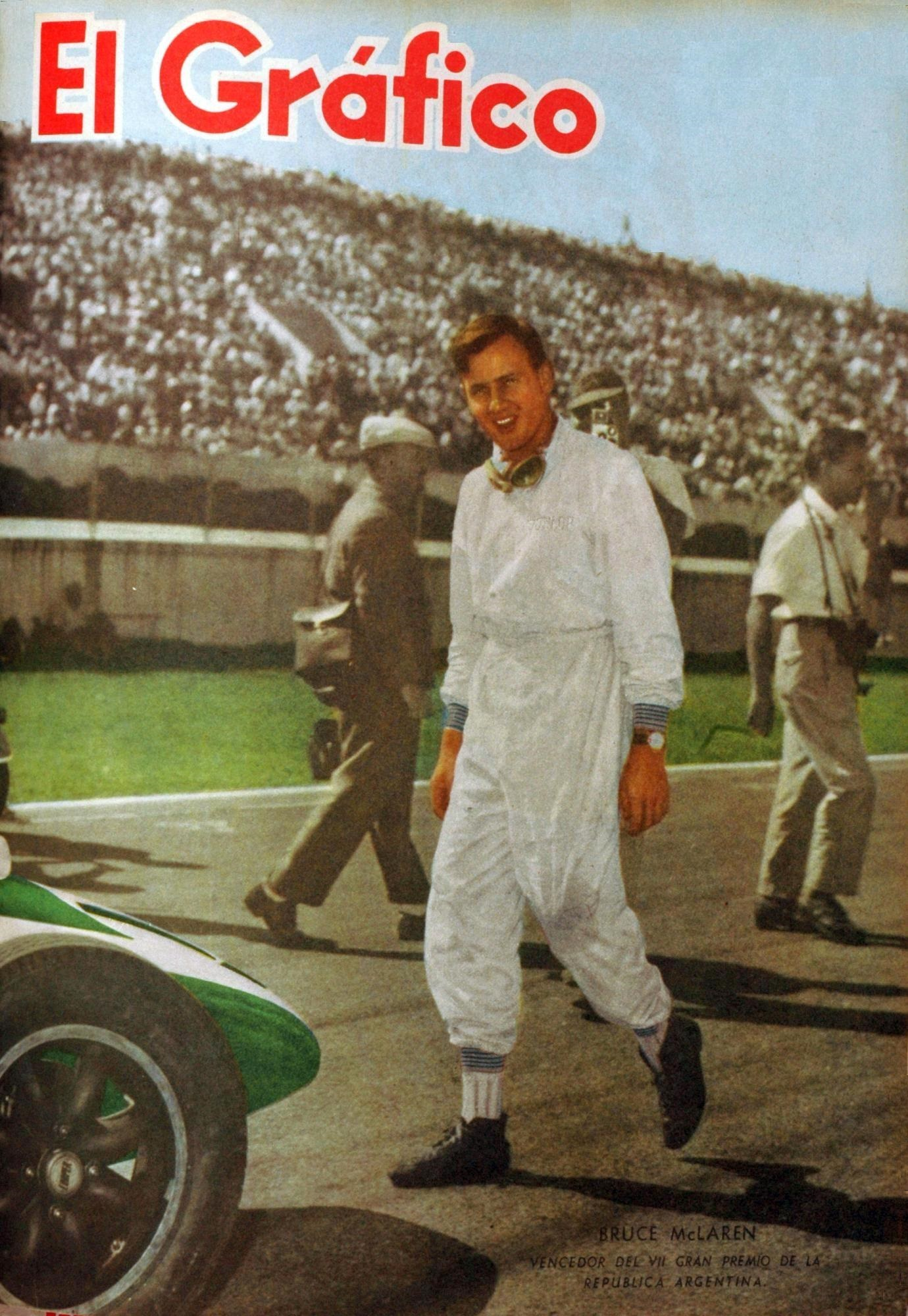
Malgré des essais très écourtés, Bruce McLaren a su profiter des circonstances de course pour s'adjuger sa deuxième victoire en championnat.

| Pos  | No | Pilote                            | Voiture         | Tours | Temps/Abandon                  | Grille | Points |
| ---- | -- | --------------------------------- | --------------- | ----- | ------------------------------ | ------ | ------ |
| 1    | 16 | Bruce McLaren                     | Cooper-Climax   | 80    | 2 h 17 min 49 s 5              | 13     | 8      |
| 2    | 24 | Cliff Allison                     | Ferrari         | 80    | 2 h 18 min 15 s 8 (+ 26 s 3)   | 7      | 6      |
| 3    | 38 | Maurice Trintignant Stirling Moss | Cooper-Climax   | 80    | 2 h 18 min 26 s 4 (+ 36 s 9)   | 8      | - -    |
| 4    | 6  | Carlos Menditéguy                 | Cooper-Maserati | 80    | 2 h 18 min 42 s 8 (+ 53 s 3)   | 12     | 3      |
| 5    | 30 | Wolfgang von Trips                | Ferrari         | 79    | 2 h 18 min 44 s 9 (+ 1 tour)   | 5      | 2      |
| 6    | 20 | Innes Ireland                     | Lotus-Climax    | 79    | 2 h 18 min 58 s 3 (+ 1 tour)   | 2      | 1      |
| 7    | 40 | Jo Bonnier                        | BRM             | 79    | 2 h 19 min 30 s 3 (+ 1 tour)   | 4      |        |
| 8    | 26 | Phil Hill                         | Ferrari         | 77    | 2 h 18 min 41 s 3 (+ 3 tours)  | 6      |        |
| 9    | 46 | Alberto Rodriguez Larreta         | Lotus-Climax    | 77    | 2 h 19 min 16 s 5 (+ 3 tours)  | 15     |        |
| 10   | 32 | José Froilán González             | Ferrari         | 77    | 2 h 19 min 17 s 1 (+ 3 tours)  | 11     |        |
| 11   | 4  | Roberto Bonomi                    | Cooper-Maserati | 76    | 2 h 18 min 22 s 3 (+ 4 tours)  | 17     |        |
| 12   | 2  | Masten Gregory                    | Porsche Behra   | 76    | 2 h 18 min 49 s 8 (+ 4 tours)  | 16     |        |
| 13   | 14 | Gino Munaron                      | Maserati        | 72    | 2 h 18 min 01 s 5 (+ 8 tours)  | 19     |        |
| 14   | 10 | Nasif Estefano                    | Maserati        | 70    | 2 h 18 min 19 s 5 (+ 10 tours) | 20     |        |
| Abd. | 34 | Harry Schell                      | Cooper-Climax   | 63    | Pompe à essence                | 9      |        |
| Abd. | 18 | Jack Brabham                      | Cooper-Climax   | 42    | Boîte de vitesses              | 10     |        |
| Abd. | 36 | Stirling Moss                     | Cooper-Climax   | 40    | Suspension                     | 1      |        |
| Abd. | 42 | Graham Hill                       | BRM             | 37    | Surchauffe moteur              | 3      |        |
| Abd. | 22 | Alan Stacey                       | Lotus-Climax    | 24    | Pilote épuisé                  | 14     |        |
| Abd. | 44 | Ettore Chimeri                    | Maserati        | 23    | Pilote épuisé                  | 21     |        |
| Abd. | 12 | Antonio Creus                     | Maserati        | 16    | Pilote épuisé                  | 22     |        |
| Abd. | 8  | Giorgio Scarlatti                 | Maserati        | 11    | Surchauffe moteur              | 18     |        |

Légende :
- Abd.= Abandon

### Pole position et record du tour
- Pole position :  Stirling Moss en 1 min 36 s 9 (vitesse moyenne : 145,337 km/h). Temps réalisé lors de la séance d'essais du vendredi 5 février[13].
- Meilleur tour en course :  Stirling Moss en 1 min 38 s 9 au trente-septième tour (vitesse moyenne : 142,398 km/h).

### Tours en tête
- Innes Ireland : 1 tour (1)
- Jo Bonnier : 57 tours (2-15 / 21-36 / 41-67)
- Stirling Moss : 9 tours (16-20 / 37-40)
- Bruce McLaren : 13 tours (68-80)

## Classement général à l'issue de la course
- Attribution des points : 8, 6, 4, 3, 2, 1 respectivement aux six premiers de chaque épreuve.
- Pour la coupe des constructeurs, même barème mais seule la voiture la mieux classée de chaque équipe inscrit des points. Les 500 miles d'Indianapolis ne sont pas pris en compte pour cette coupe, la course n'étant pas ouverte aux monoplaces de formule 1.
- Seuls les six meilleurs résultats sont comptabilisés.
- Le règlement permet aux pilotes de se relayer sur une même voiture, les points éventuellement acquis étant alors perdus pour pilotes et constructeur[13].

| Pos. | Pilote             | Écurie  | Points | ARG | MON | 500 | NL | BEL | FRA | GBR | POR | ITA | USA |
| ---- | ------------------ | ------- | ------ | --- | --- | --- | -- | --- | --- | --- | --- | --- | --- |
| 1    | Bruce McLaren      | Cooper  | 8      | 8   |     |     |    |     |     |     |     |     |     |
| 2    | Cliff Allison      | Ferrari | 6      | 6   |     |     |    |     |     |     |     |     |     |
| 3    | Carlos Menditéguy  | Cooper  | 3      | 3   |     |     |    |     |     |     |     |     |     |
| 4    | Wolfgang von Trips | Ferrari | 2      | 2   |     |     |    |     |     |     |     |     |     |
| 5    | Innes Ireland      | Lotus   | 1      | 1   |     |     |    |     |     |     |     |     |     |

| Pos. | Écurie          | Points | ARG | MON | 500 | NL | BEL | FRA | GBR | POR | ITA | USA |
| ---- | --------------- | ------ | --- | --- | --- | -- | --- | --- | --- | --- | --- | --- |
| 1    | Cooper-Climax   | 8      | 8   |     |     |    |     |     |     |     |     |     |
| 2    | Ferrari         | 6      | 6   |     |     |    |     |     |     |     |     |     |
| 3    | Cooper-Maserati | 3      | 3   |     |     |    |     |     |     |     |     |     |
| 4    | Lotus-Climax    | 1      | 1   |     |     |    |     |     |     |     |     |     |

## À noter
- 2e victoire en championnat du monde pour Bruce McLaren.
- 8e victoire en championnat du monde pour Cooper en tant que constructeur.
- 8e victoire en championnat du monde pour Climax en tant que motoriste.
- 26e et dernier Grand Prix de championnat du monde pour José Froilán González.

- Voiture copilotée
  - Cooper n° 38 : Maurice Trintignant (64 tours) et Stirling Moss (16 tours). Ils terminent à la 3e place, mais les 4 points correspondants ne sont pas attribués.